# SV Leiselheim
Der SV Leiselheim (offiziell: Sportverein 1920 Leiselheim e. V.) ist ein Sportverein mit Sitz im Wormser Stadtteil Leiselheim.

## Geschichte
Die Fußball-Mannschaft stieg zur Saison 1951/52 in die Landesliga Vorderpfalz auf, welche damals die höchste Amateurspielklasse im Raum Vorderpfalz war. Mit 17:35 Punkten landete der Verein am Ende dieser Saison auf dem 12. Platz. Durch die Aufspaltung der Liga zur nächsten Saison ging es für die Mannschaft dann in die 2. Amateurliga Vorderpfalz. Seit der Mitte der 1970er Jahre spielte die Mannschaft in der B-Klasse von Worms.
In der Saison 2003/04 spielte der Verein in der Landesliga Ost. Nach der Saison 2005/06, welche der Verein auf dem 14. Platz abschließen sollte. Startet die Mannschaft zur nächsten Saison in der Bezirksklasse Rheinhessen-Süd und landete dort in dieser Saison auf dem 12. Platz. Zur Saison 2007/08 hieß die Liga nur noch Bezirksklasse Süd und die Mannschaft schaffte dieses Mal sogar am Ende den insgesamt dritten Platz einzunehmen. Nach dem 15. Platz am Ende der Saison 2010/11 ging es dann in die Kreisliga Worms, in welcher am Ende aber auch nur der 14. Platz drin war. In der Kreisklasse nun, konnte erstmals nach dieser langen Talfahrt wieder mit 70 Punkten eine Meisterschaft gefeiert werden. Seit der Saison 2013/14 spielte der Verein somit in der B-Klasse Worms. Nach der Saison 2016/17 war mit dem 2. Platz in der Tabelle dann aber auch die Teilnahme an einem Entscheidungsspiel um den Aufstieg in die A-Klasse drin. Bei den beiden Spielen gegen die SG Weinheim/Heimersheim, gewann jeweils mit 3:0 immer die jeweilige Heimmannschaft, womit am Ende beide Vereine aufsteigen konnten. In der Saison 2017/18 konnte die Mannschaft somit in der A-Klasse Alzey-Worms spielen, welche die Mannschaft am Ende der Saison weit abgeschlagen mit nur 18 Punkten dann aber auch gleich wieder verlassen musste. Bis heute spielt der Verein somit in der B-Klasse Alzey-Worms Süd.